# FK Ural
FK Ural (rusky Футбольный клуб “Урал”) je ruský fotbalový klub z města Jekatěrinburg, hlavního města Sverdlovské oblasti, který byl založen roku 1930. Hraje nejvyšší ruskou Premier Ligu na domácím Centrálním stadionu.
Ural patří mezi nejstarší ruské fotbalové kluby. Vznikl a byl podporován jedním z největších strojírenských komplexů v Sovětském svazu, Uralmaš. V nejvyšší sovětské lize hrál poprvé v roce 1969, a skončil na posledním místě. Po rozpadu SSSR hrál nejvyšší ruskou ligu v letech 1992–1996 a znovu postoupil v roce 2013. V sezóně 2007/2008 hrál semifinále ruského fotbalového poháru. V roce 1996 se klub dostal do semifinále Poháru Intertoto.
Klubové barvy jsou oranžová a černá, přezdívka je čmeláci.

## Vývoj názvu klubu
(do roku 1991 se město Jekatěrinburg jmenovalo Sverdlovsk)
- Kamanda Uralmašstroja (1930—1932)
- Kamanda Uralmašzavoda (1933—1946)
- FK Avantgard (1947—1957)
- FK Mašinostrojitel (1958—1959)
- FK Uralmaš (1960—2002)
- FK Ural (od r. 2003)

## Dresy a jejich vývoj
Vysvětlivky:
- D – dres pro domácí utkání
- V – dres pro venkovní utkání
- A – alternativní dres

| 2000-03 · (D) | 2000-03 · (V) | 2003-04 · (D) | 2003-04 · (V) | 2004-05 · (D) | 2004-05 · (V) | 2006-08 · (D) | 2006-08 · (V) | 2009-10 · (D) | 2009-10 · (V) |

| 2011-12 · (D) | 2011-12 · (V) | 2011-12 · (A) | 2012-13 · (D) | 2012-13 · (V) | 2012-13 · (A) | 2013-14 · (D) | 2013-14 · (V) |